# Campeonato Chileno de Futebol de 1984 - Segunda Divisão
O Campeonato Chileno de Futebol de Segunda Divisão de 1984 foi a 33ª edição do campeonato do futebol do Chile, segunda divisão, no formato "Primera B". Em turno e returno os 18 clubes jogam em dois grupos (Norte e Sul). Os quatro melhores de cada grupo vão a uma ligilla (Norte e Sul), na qual o campeão de cada chave (Norte e Sul) vai para a final - como a diferença entre o lider do grupo Sul e o resto era muito grande, a ligilla Sul foi cancelada. Os dois finalistas são promovidos para o Campeonato Chileno de Futebol de 1985. Os três últimos colocados iriam para o Campeonato Chileno de Futebol de 1985 - Terceira Divisão.

## Participantes
| Equipe                               | Cidade                                         | Região               | No ano anterior                                                      | Estádio                                       | Capacidade | Títulos        | Participações |
| ------------------------------------ | ---------------------------------------------- | -------------------- | -------------------------------------------------------------------- | --------------------------------------------- | ---------- | -------------- | ------------- |
| Deportes Iberia                      | Los Ángeles                                    | Região de Bío-Bío    | Décimo Sétimo Lugar                                                  | Estádio Municipal de Los Ángeles              | 5.000      | 0 (não possui) | 30            |
| Deportes Linares                     | Linares                                        | Região de Maule      | Décimo Primeiro Lugar                                                | Estádio Fiscal de Linares                     | 7.000      | 0 (não possui) | 24            |
| Club de Deportes Malleco Unido       | Angol                                          | Região de Araucanía  | Quarto Lugar                                                         | Estádio Municipal Alberto Larraguibel Morales | 4.000      | 0 (não possui) | 11            |
| Club de Deportes Unión La Calera     | La Calera                                      | Região de Valparaíso | Nono Lugar                                                           | Estádio Municipal Nicolás Chahuán Nazar       | 10.000     | 1 (1961)       | 17            |
| Club de Deportes Ovalle              | Ovalle                                         | Região de Coquimbo   | Vigésimo Lugar                                                       | Estádio Municipal de Ovalle                   | 8.000      | 0 (não possui) | 19            |
| Club de Deportes Lota Schwager       | Coronel                                        | Região de Bío-Bío    | Sétimo Lugar                                                         | Estádio Municipal Federico Schwager           | 18.500     | 1 (1969)       | 8             |
| Club Social y de Deportes Concepción | Concepción                                     | Região de Bío-Bío    | Décimo Lugar                                                         | Estádio Municipal de Concepción               | 35.000     | 1 (1967)       | 4             |
| Club Deportivo Provincial Osorno     | Osorno                                         | Região de Los Lagos  | Décimo Oitavo Lugar                                                  | Estádio Municipal Rubén Marcos Peralta        | 12.000     | 0 (não possui) | 2             |
| Club de Deportes Puerto Montt        | Puerto Montt                                   | Região de Los Lagos  | Décimo Segundo Lugar                                                 | Estádio Regional de Chinquihue                | 5.300      | 0 (não possui) | 2             |
| Club de Deportes Valdivia            | Valdivia                                       | Região de Los Lagos  | Décimo Quinto Lugar                                                  | Estádio Parque Municipal de Valdivia          | 5.300      | 0 (não possui) | 2             |
| Club Provincial Curicó Unido         | Curicó                                         | Região de Maule      | Vigésimo Primeiro Lugar                                              | Estádio La Granja                             | 8.000      | 0 (não possui) | 9             |
| Club Deportivo General Velásquez     | San Vicente de Tagua Tagua                     | Região de O'Higgins  | Décimo Sexto Lugar                                                   | Estádio Municipal Augusto Rodríguez           | 3.000      | 0 (não possui) | 2             |
| Unión Santa Cruz                     | Santa Cruz                                     | Região de O'Higgins  | Décimo Quarto Lugar                                                  | Estádio Municipal Joaquín Muñoz García        | 4.500      | 0 (não possui) | 2             |
| Club de Deportes Victoria            | Victoria                                       | Região de Araucanía  | Oitavo Lugar                                                         | Estádio Municipal de Victoria                 | 3.000      | 0 (não possui) | 2             |
| Club Deportivo Quintero Unido        | Quintero                                       | Região de Valparaíso | Décimo Terceiro Lugar                                                | Estádio Municipal Raúl Vargas Verdejo         | 10.000     | 0 (não possui) | 2             |
| Club de Deportes Laja                | Laja                                           | Região de Bío-Bío    | Terceiro Lugar                                                       | Estádio Facela                                | 3.000      | 0 (não possui) | 2             |
| Súper Lo Miranda                     | Localidade de Lo Miranda, na comuna de Doñihue | Região de O'Higgins  | Acesso pelo Campeonato Chileno de Futebol de 1983 - Terceira Divisão | Estádio Súper Pollo                           | 1.500      | 0 (não possui) | 1             |
| Iván Mayo Club de Fútbol             | Villa Alemana                                  | Região de Valparaíso | Acesso pelo Campeonato Chileno de Futebol de 1983 - Terceira Divisão | Estádio Ítalo Composto Scarpatti              | 3.000      | 0 (não possui) | 1             |

## Campeão
| Campeão Chileno Segunda Divisão 1984                             |
| ---------------------------------------------------------------- |
| Club de Deportes Unión La Calera (La Calera) (2º título) Campeão |